# 不漏洞拉
不漏洞拉（越南语：／? IPA:/ˀɓɐʔk̚˦ˀ˥ ˀɗɜw˨˩ tɨ̞̠ɰ˨˩ nɐj˧˥/），有時亦作北漏洞拉或北漏杜拉，是1988年8月16日起，香港政府向越南船民播出的越南語政策宣傳聲帶的首四個音節，「不漏洞拉」越南語音節的中文意思是「從現在開始」，該段廣播闡述香港政府對越南船民已經實施甄別政策，聲帶由公營的香港電台播出。
廣播首尾兩端以香港粵語說明越南語內容，由當時的香港電台播音員鍾偉明讀出。中段的越南語由一位當時即將被遣返越南的南越船民讀出。由於當時播放次數頻密（在整點新聞後播出；在1990年代固定於晚上10時正播放，後延遲至凌晨零時，直至香港主權移交止），此首四音節成為不少香港人能背誦的越南語，而在大眾文化影響下，此四字有時被香港人用作對越南人的謔稱。

## 原文
粵語：香港對越南船民已經實施甄別政策。跟住嗰段越南話廣播，就係向佢哋講述呢個政策嘅內容。
越南語：

粵語：剛才嗰段越南話廣播，係向企圖進入香港嘅越南船民，講述香港對佢哋實施嘅甄別政策㗎。

### 翻譯
越南語字面翻譯：
開始自此，一政策新關於船人越南，已經執行在香港。自此以後，眾船人越南找路入境香港，以身份眾人移散為問題經濟，將被視是眾人入境非法。是眾人入境非法，他們將沒有點可能任何去定居在國第三，和他們將被監禁等日解回越南。
中文意譯：
從現在起，香港已實施對越南船民新政策。自此以後，凡因經濟問題以船民身份設法進入香港者，將被視作非法入境。非法入境者不能移居第三國，而且將會受到監禁並遣返回越南。

## 空耳
當時，該廣播在香港電台晚上每小時整點新聞報道後的華南天氣報告播出後播放，次數頻密。該廣播不少漢越詞發音與粵語發音接近（例如：執行⇆ ；入境⇆；非法⇆；監擒⇆），故即使完全不懂越南話，部分香港人也能完整背出廣播（可能將大部份漢越詞空耳成粵語發音記憶）。但是，“含禁”兩字經常被人錯譯為“行動”。其實越南話“含禁”是，是由“香港”的英文名字拼成的越南語。
有港人把這段越南話廣播以粵語諧音空耳，寫成下文：
|  | 不漏杜拉，木剪塞眛，夜團印越喃，打奪執行大含禁，盜奶夜獸，臃團印越喃，堅執入緊行禁，戈騰房臃耐地癱而忍地建嗲，捨被蓋瀨忍耐入境非法，拿忍耐入境非法，河瀉禁果捉卡能鬧，嗲奪地定固，大碌竹霸，話可寫被監禁，叻樣艾瀨埋越南 |

上文如果以粵音讀出，聽來跟原文的越南話廣播非常相近。

## 大眾文化
有記錄最早在電視節目出現以“北漏洞拉”稱呼越南人，始於1980年代晚間的合家歡節目《歡樂今宵》的一個環節。該環節由夏雨扮演立法局主席討論時弊。在環節接近完結時，常有一演員在“旁聽席”內叫嚷，而這位演員則被“立法局主席”稱呼為“不樓豆拉”。後來有一次，兩批分別來自南、北越的船民在禁閉營內打鬥，電視台另外安排兩位演員，分別被稱為“不樓”及“豆拉”，在環節完結前“毆打”那一位經常搞事的演員。
這次事件之後，又有一次船民利用自製工具，把禁閉營的鐵絲網圍欄破壞，並透過破洞離開禁閉營。當時香港電台的電視節目《頭條新聞》把事發過程在電視上重播，並配以「不漏？（指禁閉營的保安）、洞！（鐵絲網被剪開了缺口）、拉！（警察拘捕逃走的船民）」等字幕。
之後《笑星救地球》的環節《畢漏杜拉形象室》，以越南船民在香港經營髮型屋為題材，兩位角色亦稱為“畢漏”（胡大為飾演）與“杜拉”（廖偉雄飾演）。後來香港政府實施強迫遣返措施，二人亦選擇回到越南生活。在笑星救地球的最後一集，二人還合唱了一首講述船民如何投奔怒海的歌，名叫《請給我一天的光輝》。歌詞副歌亦加入了部份越南語（例如：越南语：／?，意即「請給我」）。
1990年電影《師兄撞鬼》中，阿星（周星馳飾演）應其上司李謹 （馮淬帆飾演）的行動要求以暗號“不漏杜拉”與兩名女警臥底識別身分。
1990年代，正值香港移民潮的高峰期，不少香港人選擇離開香港到美、加等地移民或升學。受媒體的影響，部分香港人在外國初次接觸越南裔移民時，第一句說話就是“北漏洞拉”，因為他們誤以為「北漏洞拉」在越南語的意思就像（sawadee ka，即“你好”）在泰語的意思，是打招呼的說話。初時，他們的奇怪見面語曾經使不少人感到一頭霧水，但隨着這片段的意思開始透過網路流傳，不少越南人會覺得受到冒犯。後來，當地的越南裔移民亦向比較相熟的香港移民解釋這段說話的意思，並着他們回到香港後向其他人解釋。所以，現時在香港已很少人再這樣說了。
2000年代初期，越南料理開始在香港流行，當時有一家越南餐館亦以“不漏洞拉，風味絕佳”這句口號作為食店的招徠。這個廣告亦曾在《宣傳易》中偶爾出現。
2003年，香港受到肆虐，搞笑組合軟硬天師的葛民輝把該段廣播改成「越南政府已向香港疫民實施隔離政策」，並模仿越南語音調讀出，幽默一番。
2007年4月，大快活快餐店為宣傳餓冧（意即「好食」）生熟牛河，「北漏洞拉」口號再次出現於廣告中。
2009年12月，澳門因為回歸10週年及第三任特首就任活動而多次禁止香港人入境，事件亦被網民利用這段講話來惡搞。

### 葛民輝沙士搞笑版本
著名電台主持人葛民輝於2003年香港因SARS被列為疫埠期間演繹的搞笑版本，於商業電台播出，原文由ICQ用戶1658872創作，輾轉在網絡流傳。
粵語聲明：越南政府已經向香港市民實施入境限制。越南政府已經向香港疫民實施隔離政策，以下嘅一段廣東話廣播，係向企圖進入越南嘅香港疫民，講述呢個政策嘅內容：
（書面語意譯：越南政府已經限制香港市民入境。越南政府已經对香港疫民實施隔離政策，以下的一段廣東話廣播，乃向企圖進入越南的香港疫民）
粵語廣播：一入就拉，疊起一堆，莫問到越南，驗疫執行大行動。唔理肥瘦，請勿進越南，遵守入境奉告，強闖者入境隨時係咁歹，帶銀來入境照抨，藏匿者將公刊樣貌，發現會被控，兼大碌竹蹦，傳播者被監禁，之後照踢出越南！
（書面語意譯：進者即捕，再疊起所有隨身物品。別問到越南，驗疫執行大行動。不論身材，請勿進越南，遵守入境奉告，強行闖關入境者隨時會死，帶錢入境照樣被趕，藏匿者將被公之於世，被發現者會被檢控，再施以軍棍之刑。傳播疫症者會被監禁，之後照樣趕出越南！）
粵語聲明：以上係越南政府已經向香港嘅市民入境檢疫嘅政策。
（書面語意譯：上述乃越南政府对香港市民入境檢疫之政策。）

## 外部連結
- 「北漏洞拉」錄音 （页面存档备份，存于）
- 「北漏洞拉」語譯 （页面存档备份，存于）
- YouTube上的葛民輝搞笑版本
- YouTube上的北漏洞拉（含粵語空耳台詞）
- YouTube上的馬交政府對香港泛民實施甄別政策版本
- 从“北漏洞拉”看香港“懒音”